# Жулебинская улица
Жуле́бинская улица — улица в Юго-Восточном административном округе города Москвы на территории района Выхино-Жулебино. Проходит параллельно Лермонтовскому проспекту.

## Происхождение названия
Улица названа в 1985 году по бывшей деревне Жулебино, вошедшей в состав Москвы.

## Транспорт
Ближайщие станции метро: «Косино», «Лермонтовский проспект».
Рядом с улицей находится платформа Косино Московско-Рязанского отделения Московской железной дороги.